# Henry Lloyd (Politiker)

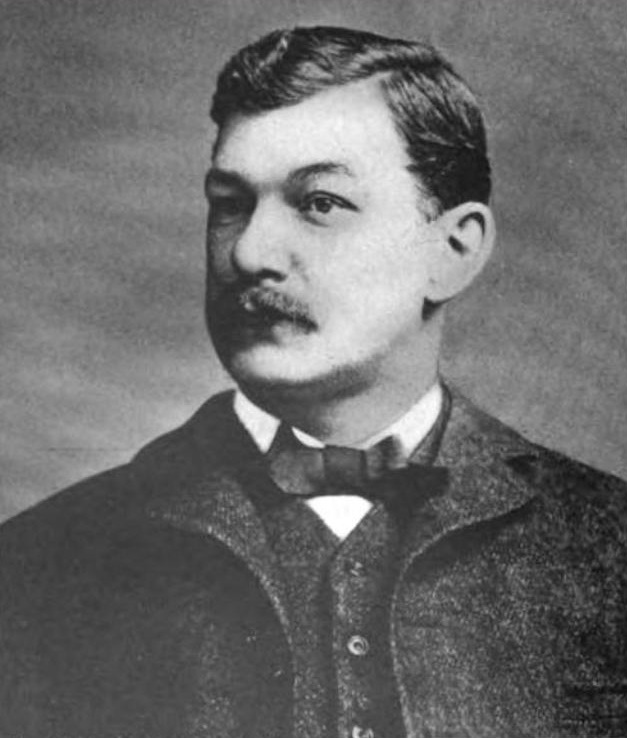
Henry Lloyd, 1908

Henry Lloyd (* 21. Februar 1852 im Dorchester County, Maryland; † 30. Dezember 1920 in Cambridge, Maryland) war ein US-amerikanischer Politiker (Demokratische Partei) und von 1885 bis 1888 der 40. Gouverneur des Bundesstaates Maryland.

## Frühe Jahre und politischer Aufstieg
Henry Lloyd war der Enkel von Edward Lloyd, der zwischen 1809 und 1811 Gouverneur von Maryland gewesen war. Er besuchte bis 1871 die Cambridge Academy. Nach einem anschließenden Jurastudium wurde er im Jahr 1873 als Rechtsanwalt zugelassen. Daraufhin begann er in Cambridge zu praktizieren. Zwischen 1875 und 1881 war er bei der Gerichtsrevision (Auditor of the Court) angestellt. Zwischen 1882 und 1884 war er Mitglied des Senats von Maryland und wurde dessen Präsident.

## Gouverneur von Maryland
Nach dem Rücktritt von Gouverneur Robert Milligan McLane musste Lloyd als Senatspräsident entsprechend der Verfassung das Amt des Gouverneurs übernehmen. Am 21. Januar 1886 wurde er von der Legislative offiziell ermächtigt, die angebrochene Amtszeit seines Vorgängers zu beenden. Somit war er zwischen dem 27. März 1885 und dem 11. Januar 1888 Gouverneur seines Staates. In seiner Amtszeit wurde die Kinderarbeitszeit auf maximal zehn Stunden pro Tag verkürzt und Gesetze zur Kontrolle der Tabakindustrie und der Austernfischerei erlassen.

## Weiterer Lebenslauf
Nach dem Ende seiner Gouverneurszeit zog sich Lloyd aus der Politik zurück. Zwischen 1892 und 1908 war er Richter im ersten Gerichtsbezirk des Staates Maryland. Danach ging er in den Ruhestand. Henry Lloyd starb im Dezember 1920. Mit seiner Frau Mary Elizabeth Staplefort hatte er ein gemeinsames Kind.

## Vorfahren
Lloyd gehörte einer Politiker-Dynastie in Maryland an. Stammvater war Edward Lloyd II (1670–1718), der von 1709 bis 1714 Kolonialgouverneur der Province of Maryland war. Sein Sohn Edward Lloyd III (1711–1770) war der Vater von Edward Lloyd IV (1744–1796). Dieser war 1783–84 Delegierter für Maryland im Kontinentalkongress. Dessen Sohn Edward Lloyd V (1779–1834), also der Urenkel des Kolonialgouverneurs, war zwischen 1809 und 1811 Gouverneur des US-Bundesstaates Maryland. Henry Lloyd schließlich war dessen Enkel. Diese Reihe umfasst damit sechs Generationen.